# 私たち的Radio
私たち的Radio（わたしたちてきレディオ）は、文化放送で2003年4月5日から始まったラジオ番組。神田外語グループの授業の一環として、神田外語学院と大学の学生の中からラジオ番組を作りたい人が集まり、番組の企画・構成・選曲・取材・音楽・CM・出演までを学生で行っている、正に「学生が作る学生のための番組」。提供は神田外語グループ。

## 概要
開始当初は土曜26時30分からのアニラジ枠だった時間帯（前番組はラジオ大阪制作の「國府田マリ子のGM」）で始まったため、非常に浮いた存在だった。
毎回テーマを決め、出演している学生達がそれについて話す。出演は、神田外語大学と在学生の中から週代わりでメインを担当する。
ちなみに番組のお目付役で神田外語学院教師の大谷尚美（旧姓：森田尚美、文化放送アナウンサー時代[1969年4月〜2001年]）は元文化放送アナウンサー。

## 放送時間
2003年9月29日から月曜25時 - 25時30分に時間を変更。2004年4月4日よりNACK5でも放送開始（22時 - 22時30分）。その後2004年9月20日に文化放送での放送が終了。10月5日からはNACK5のみでの放送になり、併せて1時間番組となった。2006年3月28日に番組終了。

## 公式サイト
- 私たち的Radioのエッセイ
- 神田外語学院
- 公式ホームページ

| 文化放送 土曜26:30 - 27:00                                                     | 文化放送 土曜26:30 - 27:00 | 文化放送 土曜26:30 - 27:00                                                                |
| 前番組                                                                         | 番組名                     | 次番組                                                                                    |
| ------------------------------------------------------------------------------ | -------------------------- | ----------------------------------------------------------------------------------------- |
| 國府田マリ子のGM                                                               | 私たち的Radio              | 小学館アワー四ツ谷二丁目宣伝部                                                            |
| 文化放送 火曜25:00 - 25:30                                                     |                            |                                                                                           |
| LIPS PARTY 21.jp （24:00 - 25:30） ↓ 間慎太郎のエゲツナ! （日曜20:00枠へ移動） | 私たち的Radio              | ジョーダンズ・ヒカルママの ヨツヤ銀座で逢いましょう ↓ テニスの王子様 オン・ザ・レイディオ |